# Емельян
Емелья́н (Aemiliánus) — мужское имя латинского происхождения. Имя Эмилиан означало, что его носитель происходил из рода Эмилиев, но был усыновлен представителем другого рода. В переводе с латинского языка — «соперник», «участник соревнования», либо с греческого — «льстивый». Также может быть по названию провинции Эмилия. Иноязычный аналог — Эмиль.
Существуют производные фамилии: Емельянов, Емелин, Емельянычев, Емельяненко, Емельянченко, Емельяненков, Емельняк.

## Святые
- Емилиан, мученик, память 24 декабря
- Емилиан, преподобный, память 31 января
- Емилиан, память 29 марта
- Емилиан (Киреев), священномученик, иерей, память 26 декабря
- Емилиан (Панасевич), священномученик, иерей, память 25 июня (Петерб.; перемещаемый), 3 декабря
- Емилиан (Гончаров), священномученик, иерей, память 5 ноября
- Емилиан Доростольский, мученик, память 31 июля
- Емилиан Италийский, преподобный, память 20 марта
- Емилиан Кизический, исповедник, епископ, память 21 августа, 21 января
- Емилиан Требийский, священномученик, епископ, память 31 августа